# Anisodes zeuctospila
Anisodes zeuctospila là một loài bướm đêm trong họ Geometridae.